# Rafael María de Labra Cadrana

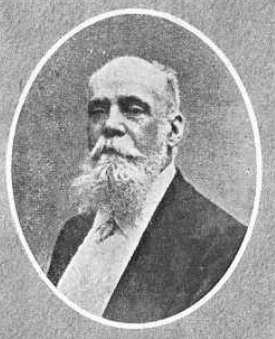
Rafael María de Labra Cadrana.

Rafael María de Labra Cadrana, född den 7 september 1840 i Havanna, död den 16 april 1918 i Madrid, var en spansk författare och politiker.
Labra Cadrana studerade juridik i Cádiz och Madrid, blev deputerad och slöt sig till en början till liberalerna, men senare till Salmeróns parti; som parlamentarisk talare verkade han outtröttligt för slaveriets avskaffande och koloniernas frigörelse. Dessutom ingrep Labra Cadrana reformerande på skolväsendets område samt höll mycket besökta föreläsningar i Madrid i statsrätt och nationalekonomi. Labra Cadranas skriftställarverksamhet var mycket omfattande. Av hans till ett hundratal utgivna arbeten bör nämnas La abolición de la esclavitud en las Antillas españolas (1869), La cuestion colonial, Libertad de los negros de Puerto Rico (1873), Las colonias de Inglaterra en America (1874), La colonización en la historia (1877), Estudios de economia social (1892), Historia de las relaciones internacionales de España, La republica y los libertades de Ultramar (1899), La mujer y la legislación española och La literatura contemporánea de Portugal.